# 金太祐
金太祐（韓語：김태우，1971年4月15日—），韓國男演員，1996年KBS第2期Super Talent出身。是家裡三兄弟的老二，小弟為演員金太勳。上有大兩歲的哥哥。

## 影視作品

### 電視劇
- 1996年；KBS晨間連續劇《巴黎公園的早晨（朝鲜语：파리공원의 아침）》
- 1996年：KBS《初戀》
- 1996年：KBS《傳說的故鄉》
- 1997年：KBS月火連續劇《遇到完美男人的方法（朝鲜语：완벽한 남자를 만나는 방법）》飾演 宋正煥
- 1997年：KBS《父親的兒子》
- 1998年：KBS《謊言》
- 1999年：MBC《如果我看見眼淚（朝鲜语：눈물이 보일까봐）》飾演 趙洙賢
- 2000年：SBS《Love Story－記憶的主人》
- 2000年：SBS《阿德》
- 2001年：KBS《藍霧》飾演 金民奎
- 2001年：SBS《神話（朝鲜语：신화 (드라마)）》飾演 姜大雄
- 2002年：SBS《有名的女人（朝鲜语：그 여자 사람잡네）》飾演 吳千秀
- 2008年：SBS《東京，太陽雨》飾演 鄭賢秀
- 2010年：SBS《大物》飾演 朴敏駒（客串）
- 2010年：OCN《神的測驗》飾演 金在碩（客串）
- 2012年：SBS《傻瓜媽媽》飾演 朴政道
- 2013年：SBS《那年冬天，起風了》飾演 趙武哲
- 2013年：KBS《一絲的純情》飾演 鄭雨哲（客串）
- 2014年：SBS《神的禮物－14天》飾演 韓志勳
- 2015年：Mnet《七顛八起具海拉》飾演 金太祐 (客串)
- 2015年：KBS《懲毖錄》飾演 宣祖
- 2016年：MBC《Goodbye Mr. Black》飾演 金志倫
- 2016年：tvN《The Good Wife》飾演 崔尚一
- 2017年：OCN《Black》飾演 地獄使者 No.444
- 2017年：tvN《世上最美麗的離別》飾演 車延碩
- 2018年：KBS《推理的女王2》飾演 河志勝
- 2018年：SBS《Secret Mother》飾演 韓宰烈
- 2019年：tvN《羅曼史是別冊附錄》飾演 金在民
- 2019年：MBC《The Banker》飾演 李海坤
- 2019年：MBC《異夢》飾演 劉泰俊 (客串)
- 2019年：KBS《朝鮮浪漫喜劇–綠豆傳》飾演 許允
- 2020年：MBC《愛我的間諜》飾演 班振珉
- 2020年：tvN《日與夜》飾演 吳正煥
- 2020年：tvN《哲仁王后》飾演 金左根
- 2021年：MBN《打包袱－盜取命運》飾演 光海君
- 2022年：JTBC《Cleaning Up》飾演 陳成宇
- 2022年：KBS2《真劍勝負》飾演 金泰浩
- 2023年：tvN《Missing：他們存在過2》飾演 盧潤久
- 2023年：tvN《閃亮的西瓜》飾演 尹建炯
- 2024年：KBS《幻像戀歌》飾演 思祖勝
- 2025年：MBC《死亡天使瑪莉》飾演

### 電影
- 1997年：《傷心街角戀人》飾演 基哲
- 1999年：《建築無限立方體的秘密》飾演 申永旻
- 2000年：《JSA安全地帶》飾演 南成植
- 2002年：《公車站（朝鲜语：버스, 정류장）》飾演 在石
- 2002年：《拯救老公大作戰》飾演 俊泰
- 2004年：《女人是男人的未來》飾演 金憲俊
- 2004年：《無顏美女（朝鲜语：얼굴 없는 미녀）》飾演 錫權
- 2006年：《後青春物語》飾演 金炳章
- 2006年：《海邊的女人》飾演 元昌旭
- 2006年：《第三次視線》飾演 丈夫
- 2007年：《奇談》飾演 金東元
- 2007年：《生人解剖》飾演 吳志勳
- 2008年：《蘋果》飾演 尚勳
- 2009年：《美味情慾》飾演 韓尚仁
- 2009年：《懂得又如何》飾演 具慶南
- 2010年：《The Influence》飾演 崔東勳
- 2010年：《不能回頭》飾演 魯鐘石
- 2010年：《汝怡島》飾演 黃宇鎮
- 2011年：《快遞驚魂》飾演 渡邊純一
- 2012年：《單身的人上天堂》飾演 導演（友情出演）
- 2012年：《一千零一魘》飾演 機動隊長（友情出演）
- 2014年：《海賊：汪洋爭霸》飾演 毛興甲
- 2015年：《俠女：劍的記憶》飾演 李強福
- 2015年：《上班女郎》飾演 具江成
- 2017年：《石雕宅邸殺人案》 飾演 張智豪博士（友情出演）
- 2018年：《成為母親之後》飾演 慶洙（友情出演）
- 2018年：《屍落之城》飾演 世子李英（友情出演）
- 2019年：《天文：問天（朝鲜语：천문: 하늘에 묻는다）》飾演 鄭南蓀
- 2023年：《寂噤計畫》飾演 鄭賢伯

### MV
- 2003年：Bobo《遲來的後悔》（與李恩宙、朴正哲）
- 2005年：MC the Max《可惜》
- 2009年：MC the Max《愛免不了傷痛》
- 2010年：Hot Potato《告白》（與裴斗娜）

## 獲獎記錄
- 1998年：KBS演技大賞－男新人獎
- 2001年：第24屆黃金攝影獎－男新人獎（JSA安全地帶）
- 2002年：SBS演技大賞－電視劇部門 連續劇演技獎
- 2006年：第7屆釜山電影評論家協會獎－男配角獎（海邊的女人）
- 2015年：KBS演技大賞－長篇電視劇部門 男子優秀演技賞（懲毖錄）

## 外部連結
- NAVER （页面存档备份，存于）